# 伊立替康
伊立替康（INN：irinotecan）商品名有 Camptosar、Campto（抗癌脫）等，是一種用於治療大腸癌及小細胞癌的化學療法藥物。針對大腸癌，可單獨使用，或是與5-氟尿嘧啶合併使用。針對治療小細胞癌，則是與順鉑合併使用。
此藥物係經由靜脈輸注方式給藥。
使用後常見的副作用有腹瀉、嘔吐、骨髓抑制、脫髮、呼吸短促及發燒。其他嚴重副作用有血栓、結腸炎及過敏反應。具有兩個UGT-1A基因變異（如UGT1A1*28 ）副本的患者，發生副作用的風險較高。個體於懷孕期間使用，可能會對胎兒造成傷害。伊立替康為一種拓撲異構酶抑制劑，可阻斷拓撲異構酶I型，特別針對快速分裂的癌細胞，導致其DNA受損和死亡，以此達到抑制癌細胞生長的目的。
伊立替康於1996年於美國獲准用於醫療用途。已納入世界衛生組織基本藥物標準清單之中。此藥物由稱為喜樹鹼的天然化合物製成，中國觀賞樹木喜樹中含有這種化合物。

## 醫療用途
伊立替康的主要用途是治療大腸癌，特別是在與其他化療藥物合併使用時。包括FOLFIRI療法（包含5-氟尿嘧啶、亞葉酸鈣和伊立替康），XELIRI療法（包含卡培他濱和伊立替康）。
在胰臟癌初始治療失敗後，也可採用5-氟尿嘧啶、亞葉酸和伊立替康的組合治療（但不一定完全等同於標準的FOLFIRI方案療法）。
美國食品藥物管理局（FDA）於2024年2月批准脂質體伊立替康，與奧沙利鉑、5-氟尿嘧啶和亞葉酸合併使用，作為治療轉移性胰臟癌的一線藥物。

## 副作用
伊立替康導致最為顯著的不良反應有腹瀉、噁心及嘔吐、嗜中性白血球低下及發燒、血液或肺部感染（敗血症、肺炎）、休克、脫水、腎衰竭及血小板減少症。

### 腹瀉
早期腹瀉通常發生於伊立替康輸注期間或是輸注後不久，一般為暫時性，且鮮少會有嚴重症狀。晚期腹瀉發生於藥物給藥24小時後，可能會危及生命，有時導致嚴重脫水，需住院或送入加護病房。控制此副作用方式為於首次出現稀便時，即積極使用止瀉藥（如洛哌丁胺或阿托品。

### 免疫抑制
伊立替康對免疫系統有不利影響，具體表現為血液中白血球數量下降，尤其是嗜中性白血球明顯減少。

## 作用機制
喜樹鹼是植物來源的4種主要抗癌化合物結構分類之一，屬於細胞毒性生物鹼。其分子結構包含：一個五環環狀結構、一個吡咯 (3, 4 β) 喹啉部分、一個S-構型內酯形式和一個羧酸酯形式。喜樹鹼為拓撲異構酶I抑制劑。伊立替康是喜樹鹼的結構類似物，經由水解作用被活化為SN-38，繼而經由尿苷二磷酸葡萄糖醛酸轉移酶1-1（UGT1A1）之葡萄糖醛酸化作用，而被去活化。活性代謝物SN-38對拓撲異構酶I之抑制作用，最終導致癌細胞DNA複製及轉錄作用受到抑制。
伊立替康的分子作用機制，係透過捕獲拓撲異構酶-1-DNA切割複合物之子集合，即DNA序列中帶有鳥嘌呤+1之複合物。一個伊立替康分子堆疊於拓撲異構酶誘導之切割位點兩側的鹼基對上，並毒害（使失活）拓撲異構酶1酶。

### 互動式路徑
點選圖中的基因，可連結到相對應的條目。 
1. ↑  編輯WikiPathways中的代謝途徑：.

## 藥物動力學

### 給藥方式
伊立替康經由歷時30分鐘或90分鐘的靜脈輸注方式給藥，在每6週中之4週，每週給予125毫克/平方公尺的劑量，或每3週給予350毫克/平方公尺的劑量。

### 體內分佈
伊立替康為一親水性化合物，具有較大之分佈體積（400公升/平方公尺）。於生理pH值狀態時，伊立替康及其活性代謝物乙基-10-羥基喜樹鹼（SN-38）以兩種pH值依賴性平衡異構物形式存在，抗腫瘤活性內酯環水解為羧酸鹽異構物。
於血漿中的大部分伊立替康及SN-38皆與白蛋白結合，將其內酯形式穩定。於血液中，伊立替康及SN-38則與血小板及紅血球結合。
伊立替康具有線性藥物動力學。群體藥物動力學模型假定伊立替康為三區室模型，而SN-38為二區室模型。
SN-38的分佈具有較短之生物半衰期（約8分鐘）。於輸注後兩小時內，達到血藥濃度峰值。SN-38也會展現第2個血漿濃度峰值，由腸肝循環及由紅血球釋放造成。

### 代謝作用

#### 羧酸酯酶及丁醯膽鹼酯酶之活化
約2%至5%之前體藥物伊立替康於肝臟中經由兩種羧酸酯酶轉化酵素（CES1及CES2）水解為其活性代謝物SN-38，後於血漿中經由丁醯膽鹼酯酶（hBChE）水解。CES2對伊立替康的親和力，較CES1高出12.5倍。同時，丁醯膽鹼酯酶對伊立替康的活性，較CES高出6倍。SN-38於轉化後藉由有機陰離子轉運多肽（OATP）1B1轉運蛋白，主動轉運至肝臟。

### 轉運至膽汁
伊立替康藉由ABC 轉運蛋白：ABCB1、ABCC1、ABCC2及ABCG2，轉運至膽汁。

### 排除
伊立替康主要經由膽汁清除（66%），估計為12至21公升/小時/平方公尺。所有代謝物（除SN-38G外）主要皆經由糞便排出。 伊立替康的生物半衰期介於5至18小時之間。SN-38的生物半衰期，為介於6至32小時之間。
伊立替康的藥物動力學參數，存在較高的個體間差異（30%），導致差異的因素有個體的年齡、性別、劑量、給藥時間、肝功能、酶活性或血球容積比含量。

## 藥物基因組學
伊立替康經由酵素轉換為其活性代謝物SN-38，繼而經由葡萄糖醛酸化作用，被酵素UGT1A1去活化。

### *28變異病患
帶有UGT1A1變異體（稱為TA7，亦稱為"*28變異體"）的個體，其肝臟中UGT1A1酵素之表現量較少，且經常患有吉爾波特症候群。個體於化學治療期間，由於其身體無法如他人般快速清除伊立替康，實際上等同接受高於預期的藥物劑量。此現象與嚴重嗜中性白血球低下症，及腹瀉之較高發生率有關聯。
於2004年所做的一項臨床研究，前瞻性證實有*28變異體的個體與較高藥物毒性之間存在關聯，並驗證在化療之前可經由基因檢測，以預測此毒性發生的可能性。
FDA於2005年更新伊立替康的藥品標籤，納入藥物基因組學的考量，明確指出對於UGT1A1基因中帶有純合性（即帶有兩個基因副本）多態性的患者，特別是*28變異體，應考慮降低伊立替康的用藥劑量。伊立替康成為最早根據患者基因型而調整劑量的常用化療藥物之一。

## 歷史
FDA於2024年2月核准伊立替康脂質體，與奧沙利鉑、5-氟尿嘧啶及亞葉酸合併使用，作為轉移性胰臟癌的第一線治療藥物。療效於NAPOLI 3臨床試驗 （NCT04083235）中進行評估，此為一項隨機、多中心、開放標籤、活性對照試驗，共有770名先前未曾於轉移性環境中接受化學治療之轉移性胰臟癌參與者。隨機分層依據區域、肝轉移及ECOG體能狀態進行。最終這項藥物獲得孤兒藥的資格。

## 社會與文化

### 法律地位
伊立替康於1996年獲得FDA加速核准，並於1998年獲得完全核准。
一種以脂質體包覆的伊立替康，以Onivyde商品名稱在市場上販售，於2015年10月獲得FDA核准，用於治療轉移性胰臟癌。Onivyde於2016年10月在歐盟獲得醫療用途核准。

### 名稱
伊立替康開發階段的代號是CPT-11。

## 延伸閱讀
- Dean L. . Pratt VM, McLeod HL, Rubinstein WS,  et al  (编). . National Center for Biotechnology Information (NCBI). 2015. PMID 28520360. Bookshelf ID: NBK294473.

## 外部連結
- Irinotecan Pathway on PharmGKB